# Fantaisie in si minore (Skrjabin)
La Fantasie op. 28 in si minore di Alexander Scriabin fu scritta nel 1900. Questo è un singolo movimento in forma sonata che colma il divario tra la terza e la quarta sonata di Skrjabin.

## Storia
Skrjabin scrisse questo pezzo durante un periodo altrimenti improduttivo dal punto di vista compositivo, durante il suo mandato al Conservatorio di Mosca. La prima edizione fu pubblicata da Belaieff.
L'esistenza del pezzo potrebbe essere stata dimenticata dal compositore. Secondo Leonid Sabaneev, quando Sabaneev iniziò a suonare uno dei suoi temi al pianoforte nell'appartamento di Mosca di Skrjabin (ora un museo), Skrjabin chiamò dalla stanza accanto "Chi l'ha scritto? Sembra familiare". "La tua Fantaisie", fu la risposta. Skrjabin disse: "Quale Fantaisie?". Questa storia, raccontata da Sabaneev e ripetuta da Faubion Bowers nella sua biografia di Skrjabin, può tuttavia essere apocrifa. Ad ogni modo, dato Sabaneev ha ritenuto opportuno falsificare la data di morte di Scriabin e prendersi delle libertà con i fatti, è meglio prendere "cum grano salis" i suoi racconti di storie non meglio corroborate. Comunque sia, la vasta documentazione di Faubion Bowers sui programmi dei concerti di Scriabin non mostra prove che Skrjabin abbia suonato il pezzo in pubblico.

## Analisi

### Inizio
La fantasia inizia con un'ambigua e aperta armonia non dissimile da quella che Skrjabin usò per l'apertura della sua seconda sonata, nota come Sonata Fantasia. L'apertura è chiaramente in si minore, ma la tonica è costantemente evitata: una tecnica ampiamente utilizzata nelle ballate di Chopin, nel Tristano e Isotta di Wagner e dallo stesso Skrjabin nella sua terza e quarta sonata. L'apertura è caratterizzata da una linea di basso inesorabilmente discendente e da una melodia che si alterna alternativamente verso l'alto e ridiscende drammaticamente verso il basso in movimenti frastagliati.
Questa apertura meditabonda lascia il posto a una delle melodie più belle di Skrjabin, un secondo tema in re maggiore. La melodia viene trattata canonicamente, con più voci che riecheggiano al di sopra di un accompagnamento della mano sinistra estremamente esteso. I gruppi di chiusura, sempre in re maggiore, sono grandiosi e baldanzosi con ossessività ritmica e movimenti direzionali caratteristici della scrittura eroica di Skrjabin.

### Ricapitolazione
Nella ricapitolazione il primo tema è ampiamente elaborato con arpeggi ampi in entrambe le mani. Viene però troncato, cedendo abbastanza rapidamente alla transizione verso il secondo tema. Il secondo tema, nel frattempo, viene ricapitolato in grandeur anziché in tenerezza: un'apoteosi non dissimile dalla trasformazione tematica del secondo tema della Ballata op.23 di Chopin, che trasforma un dolce e lirico Mi bemolle maggiore in un eroico e passionale La maggiore.
Nonostante le implicazioni di libertà ed improvvisazione implicate nel titolo "Fantasia", l'opera è davvero un allegro di sonata piuttosto semplice (se non di maniera). La sua esposizione ha un primo tema chiaro e una transizione seguita da un secondo tema e gruppi di chiusura nel relativo maggiore. La sezione di sviluppo è tipicamente burrascosa, sequenziando i motivi dell'esposizione e, fatta eccezione per il troncamento del primo tema, la ricapitolazione conduce misura per misura all'esposizione. Gli elementi "Fantasy" prendono il posto, tuttavia, alla fine della ricapitolazione: piuttosto che risolversi comodamente in si maggiore, il pezzo si lancia in una coda che è a sua volta libera e improvvisata, sequenziale (quasi un secondo sviluppo) e ricapitolatoria. (Vedi per confronto il quarto movimento della sonata di Skrjabin in Fa# minore, che sembra essere al confine formale ambiguo tra sonata-allegro e sonata-rondò.)

### Coda
Alla fine la coda termina trionfalmente in si maggiore, con una forte evocazione del Liebestod di Isotta di Wagner. Ad ogni modo la trama alla fine è molto simile a quella della trascrizione di Wagner da parte di Liszt; la chiave è la stessa e in ogni caso la tonica maggiore viene avvicinata dall'accordo supertonico di mezza settima diminuita.
La Fantasie contiene alcuni dei passaggi più difficili di Skrjabin. Le trame dense presentano non poche difficoltà tecniche, le collisioni tra le mani richiedono un attento allenamento e l'accompagnamento della mano sinistra è in punti più o meno impossibile (necessita una ridistribuzione).